# Grenseposten
Grenseposten (egen skrivning: GrensePosten) är en norsk-svensk veckotidning som täcker Røros, Os, Tydal och Holtålen i Norge och Härjedalen i Sverige. Tidningen kom ut första gången i januari 2008 och publiceras på torsdagar. Ansvarig utgivare för tidningen var från starten Marit Manfredsdotter.
Den norsk-svenska veckotidningen Grenseposten ska inte förväxlas med Grenseposten (tidigare tidning utgiven av garnisonen i Sør-Varanger) eller Grenseposten (studenttidning vid Högskolan i Østfold).